# کیم یو رو
کیم یو رو (کره‌ای: 김유로؛ زادهٔ ۷ اکتبر ۱۹۹۹) دوچرخه‌سوار اهل کره جنوبی است. او در بازی‌های المپیک تابستانی ۲۰۲۴ رقابت کرد.
وی در مسابقات کشوری و بین‌المللی در مجموع برندهٔ ۳ مدال طلا، ۱ مدال نقره شده است.